# Institut für Wehrmedizinische Ethik der Bundeswehr
Das Institut für Wehrmedizinische Ethik der Bundeswehr (InstWehrMedEthBw) wurde zum 1. Mai 2023 an der Sanitätsakademie der Bundeswehr in München in Nachfolge der seit 2016 existierenden Lehr- und Forschungsstelle Wehrmedizinische Ethik eingerichtet. Mit der Leitung des Instituts wurde der wissenschaftliche Direktor Dirk Fischer betraut. Als Stellvertreter fungiert Bernhard Koch.
Durch die Einrichtung des Institutes wird erstmalig für die Bundeswehr eine wissenschaftliche Institution verstetigt, die sich der medizinethischen Fragen im militärischen Alltag annimmt. Dies trägt der kontinuierlichen Entwicklung Rechnung, die Ethik-Ausbildung des medizinischen Personals der Bundeswehr zu einem integralen Bestandteil für alle Laufbahngruppen des Sanitätsdienstes zu machen.
Mit der Einrichtung eines Instituts baut die Bundeswehr einem zunehmenden nationalen und internationalen Trend folgend einen eigenen Fachbereich für wehrmedizinisch-ethische Fragestellungen auf, die in den letzten Jahrzehnten zunehmend an Bedeutung gewannen. International ist das Themenfeld inzwischen als Military Medical Ethics bekannt.
Neben den zu erwartenden moralischen Problematiken auf dem Schlachtfeld und in der Medikation von Angehörigen der Streitkräfte sind im Themenbereich der wehrmedizinischen Ethik auch komplexe Fragestellungen, wie zu den mit „Traumafolgestörungen einhergehenden moralischen Verletzungen“ zu erforschen. Ziel der Ethik-Ausbildung im Sanitätsdienstes soll die Fähigkeit zur „Bewältigung einer soldatischen Verwendung einer Trias aus physischer, mentaler und moralischer Fitness“ für Behandelnde und Behandelte sein.